# Мікрокаротаж
Мікрокаротаж (рос. микрокаротаж, англ. micrologging; нім. Mikrobohrlochmessung f, Mikrokarottage f, Mikrolog n) — метод геофізичних досліджень у свердловинах, який застосовується для детального вивчення розрізу свердловини зондами малого розміру (дек. см). Мікрозонди поділяють на звичайні (градієнт- і потенціал-зонди) і сфокусовані, що є аналогами зондів бічного каротажу.
Мікрокаротаж — метод дослідження бурових свердловин шляхом виміру електричного опору гірських порід поблизу їх стінок. Електроди при мікрокаротажі вмонтовуються на пластині з ізоляційного матеріалу, що притискується пружинами до стінки свердловини. Це зменшує спотворюючий вплив бурового розчину і дозволяє виміряти електричний опір порід навіть в невеликих пропластках. Відстань між електродами близько 2,5 см. Мікрокаротаж дозволяє детально вивчати геологічні розрізи, складені пластами великої і малої потужності, виділяти проникні пласти і оцінювати їх пористість. Розрізняють дві модифікації мікрокаротажу: звичайне мікрозондування і мікрокаротаж боковий. У першому випадку електричний опір вимірюється за схемою звичайних трьохелектродних зондів; у другому — за схемою екранованого електричного заземлення.

## МІКРОКАРОТАЖ БОКОВИЙ
МІКРОКАРОТАЖ БОКОВИЙ (рос. микрокаротаж боковой; англ. trumpet logging, microlaterologging, нім. Seitenmikrokarottage f) — мікрокаротаж, який передбачає детальне вимірювання позірного опору присвердловинної частини розрізу екранованими мікрозондами з радіальним фокусуванням струму, що зменшує вплив (порівняно з мікрокаротажем) глинистої кірки і дає змогу використати виміри для кількісного вивчення питомого опору порід, які безпосередньо прилягають до свердловини.